# Frankel (häst)
Frankel, född 11 februari 2008, är ett engelskt fullblod som tävlade mellan 2010 och 2012. Under hela sin tävlingskarriär var han obesegrad, och var den högst rankade tävlingshästen i världen från maj 2011.

## Karriär
Frankel tävlade mellan 2010 och 2012, och sprang in ca 3 miljoner pund på 14 starter, varav lika många segrar. 
I sitt debutlöp 2010 besegrade han de kommande grupp 1-vinnarna Nathaniel och Color Vision', innan han vann Royal Lodge Stakes med tio längder och Dewhurst Stakes där han besegrade vinnaren av Middle Park Stakes, Dream Ahead.
Som treåring vann han den klassiska löpningen 2000 Guineas med sex längder, St James's Palace Stakes på Royal Ascot, Sussex Stakes på Goodwood och vann Queen Elizabeth II Stakes på Ascot.
Frankel förlängde sin segersvit 2012 genom att vinna Lockinge Stakes, Queen Anne Stakes och sedan Sussex Stakes för andra gången. I augusti 2012 tävlade han för första gången över 1 och en kvarts mile, då han segrade i International Stakes i York. I oktober vann han Champion Stakes på Ascot. Efter löpet meddelades det att Frankel avslutar sin tävlingskarriär.

### Avelskarriär
Frankel har efter tävlingskarriären varit verksam som avelshingst på Banstead Manor Stud i Cheveley i Suffolk, där han föddes. Han betäckte sina första ston på Alla hjärtans dag, 14 februari 2013. Hans avelsavgift 2013 fastställdes till £125000. År 2020 uppgår detta till 175 000 pund. Under sin första säsong som avelshingst betäckte han 133 ston, inklusive segraren av 2011 års upplaga av Prix de l'Arc de Triomphe, Danedream. Den 16 juni 2014 såldes Frankels första föl på auktion för 1,15 miljoner pund.